# Chrysopidia jiriana
Chrysopidia jiriana är en insektsart som beskrevs av Hölzel 1973. Chrysopidia jiriana ingår i släktet Chrysopidia och familjen guldögonsländor. Inga underarter finns listade i Catalogue of Life.